# Comuna Monastîreț, Hust
Monastîreț (în ucraineană Монастирець) este o comună în raionul Hust, regiunea Transcarpatia, Ucraina, formată din satele Medvejîi, Monastîreț (reședința), Oblaz, Potociok și Topolîn.

## Demografie
Componența lingvistică a comunei Monastîreț
     Ucraineană (99,44%)
     Alte limbi (0,56%)
Conform recensământului din 2001, majoritatea populației comunei Monastîreț era vorbitoare de ucraineană (99,44%), existând în minoritate și vorbitori de alte limbi.